# Rossinyol (bolet)
El rossinyol (Cantharellus cibarius, del llatí Cantharellus, diminutiu de kántharos: 'copa'; cibarius: 'comestible') o ginesterola és una espècie de bolet de l'ordre dels cantarel·lals (Cantharellales), molt apreciat en gastronomia.
En algunes regions de Catalunya (Gironès, Alta Garrotxa…) és conegut com a vaqueta, i a Cerdanya també se'n diu bolet de vaca.
Creix a Europa des d'Escandinàvia fins a la conca del Mediterrani, principalment als boscos de coníferes caducifolis. Pel seu color i forma característics, és fàcil de distingir-lo dels bolets amb potencial toxicitat desaconsellats pel consum humà. Es cull normalment des de finals d'estiu fins a finals de tardor a Europa.

## Taxonomia
Antigament, s'havien classificat altres bolets dins aquesta denominació. Mitjançant l'anàlisi d'ADN, des de llavors s'ha demostrat que són un grup d'espècies relacionades conegudes com a grup o complex d'espècies Cantharellus cibarius, amb C. cibarius sensu stricto restringit a Europa. L'any 1997 es va identificar el C. formosus i C. cibarius var. roseocanus, seguit de C. cascadensis el 2003 i C.californicus el 2008. L'any 2018 es va descriure i seqüenciar una espècie asiàtica pertanyent al complex de C. cibarius, C. anzutake, registrada al Japó i Corea.

## Descripció
És un bolet fàcil de detectar i reconèixer en la natura. Amb una amplada de 3 a 10 cm i una llargada de 5 a 10 cm, el seu color varia del groc daurat a l'ataronjat. Hi ha taques vermelles a la part superior del bolet quan està danyat. El seu aroma és lleuger i el gust té similituds amb l'albercoc. Té formes molt variables, amb barret irregular. Per exemple, n'hi ha de carns primes amb barret obert als castanyers, o colors grocs intensos amb barrets atapeïts en brucs i alzines.
Els rossinyols tenen la particularitat de no corcar-se mai i es poden collir molts dies després del seu naixement. En fer-se vell, negreja a les puntes del capell i el groc es torna amarronat.

## Gastronomia
Els rossinyols s'utilitzen en molts plats. Té una carn dura i compacta molt apreciada amb capacitat per absorbir aigua i especialment gustosa. Es pot conservar assecant-lo o congelant-lo. No s'ha d'emprar en un forn per assecar-lo. Es pot consumir tant cru com cuinat en plats molt diversos com estofats o arrossos.

## Perill de confusió
Hi ha dos bolets que s'assemblen al rossinyol amb una coloració similar. Són, d'una banda, el fals rossinyol (Hygrophoropsis aurantiaca), que és comestible i, per l'altra, la gírgola d'olivera (Omphalotus olearius), que és tòxica. També es pot confondre amb la llengua de bou (Hydnum repandum).